# 30053 Ivanpaskov
30053 Ivanpaskov este un asteroid din centura principală de asteroizi.

## Descriere
30053 Ivanpaskov este un asteroid din centura principală de asteroizi. A fost descoperit pe 9 martie 2000 la Socorro, New Mexico, în cadrul proiectului LINEAR. Asteroidul prezintă o orbită caracterizată de o semiaxă mare de 2,31 ua, o excentricitate de 0,09 și o înclinație de 3,4° în raport cu ecliptica.